# Jack Rootkin-Gray
Jack Rootkin-Gray (* 5. November 2002 in London) ist ein britischer Radrennfahrer, der auf der Straße aktiv ist.

## Sportlicher Werdegang
Als Junior und in den ersten beiden Jahren in der U23 war Rootkin-Gray Mitglied der Cycling Junior Academy bzw. Cycling Senior Academy des britischen Radsportverbandes und bestritt Rennen auf der Straße und der Bahn. Mit der Nationalmannschaft 2022 kam er mehrfach unter die Top 10 verschiedener Straßenrennen, durch bessere Ergebnisse und auch mehr Spaß auf der Straße entschied er sich, sich auf den Straßenradsport zu konzentrieren. 2022 wurde er zunächst Stagiaire und ab 2023 festes Mitglied im britischen UCI Continental Team Saint Piran. Beim Ringerike Grand Prix erzielte er seinen ersten Sieg bei einem internationalen Rennen, es folgte mit der Nationalmannschaft ein Etappenerfolg beim Course de la Paix Grand Prix Jeseníky. Im Verlauf der Saison kamen weitere Spitzenplatzierungen dazu, unter anderem ein dritter Platz beim Sundvolden Grand Prix, ein zweiter Etappenrang bei Kreiz Breizh Elites sowie der vierte Platz bei den Weltmeisterschaften im Straßenrennen der U23.
Zur Saison 2024 erhielt Rootkin-Gray einen Vertrag beim UCI WorldTeam EF Education-EasyPost. In seiner ersten Profisaison konnte er kein Top-10-Ergebnis erzielen.

## Erfolge
2019
- Mannschaftszeitfahren und Nachwuchswertung Sint-Martinusprijs Kontich

2023
- eine Etappe Course de la Paix Grand Prix Jeseníky
- Ringerike Grand Prix